# Galerie d'Art moderne de Florence
 (janvier 2016).
Pour les articles homonymes, voir Galerie d'art moderne.

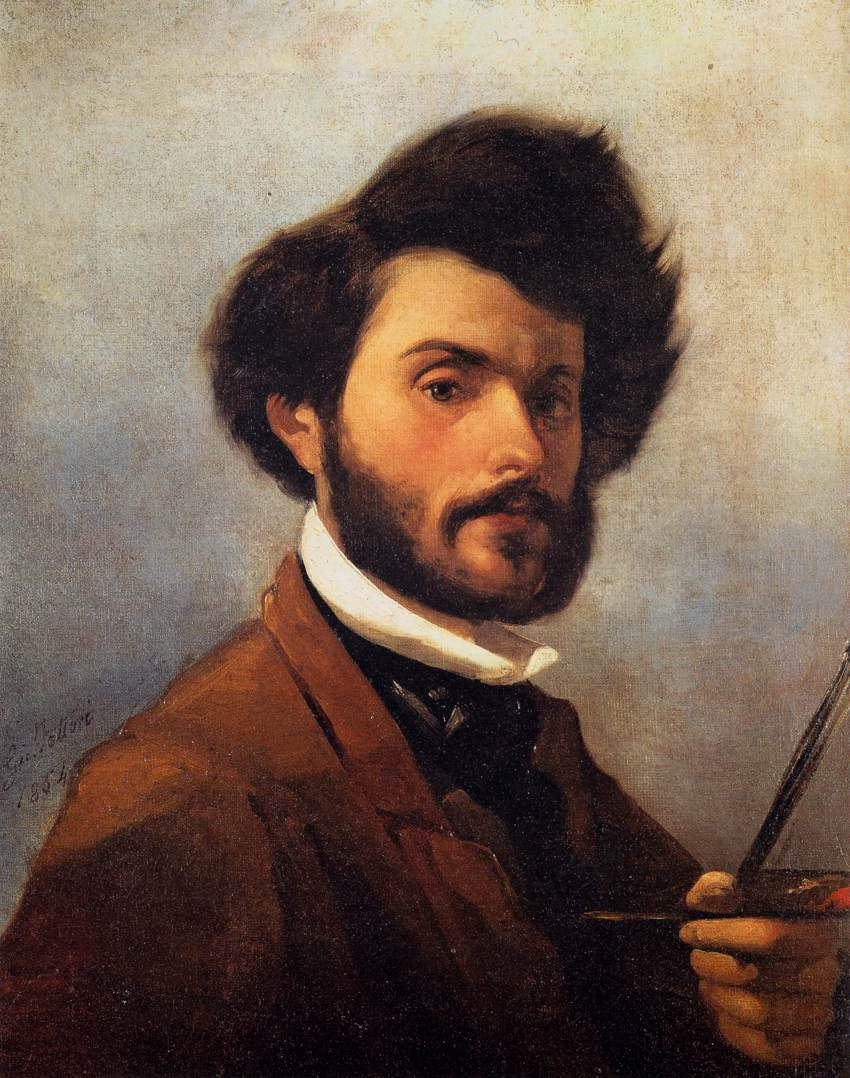
Giovanni Fattori, Autoportrait, 1854.

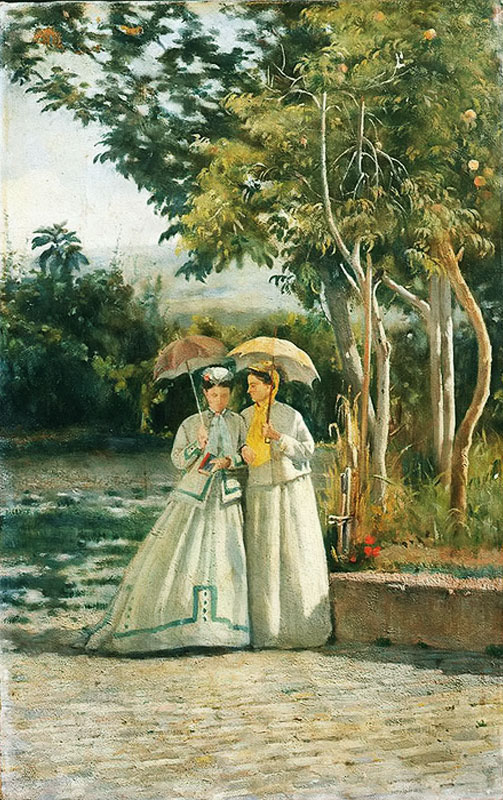
Silvestro Lega, Une Promenade au jardin, vers 1870.

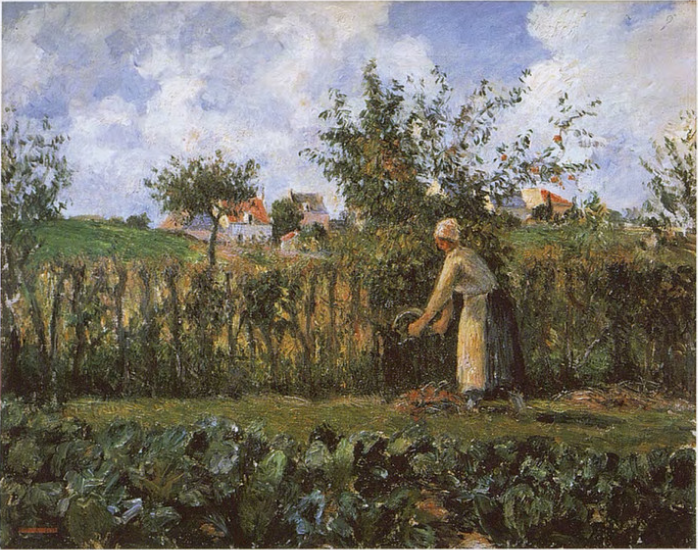
Camille Pissarro, Dans le jardin potager, 1878.

La galerie d’Art moderne (en italien Galleria d'arte moderna) est un des musées situés dans le palais Pitti à Florence en Italie.

## Description
Elle se trouve au deuxième étage du complexe muséal comprenant aussi la galerie Palatine, le Trésor des grands-ducs, la galerie de la Mode et du Costume et les appartements royaux. Les collections permanentes sont réparties dans l’ordre chronologique sur une trentaine de salles. Le musée occupe le corps principal du palais Pitti ainsi que toutes les salles de l’aile septentrionale postérieure au reste du bâtiment, parmi lesquelles on peut citer la salle de bal ainsi que six salles appartenant au quartier Bourbon (Quartiere Borbonico) ou « Nuovo Palatino ».
Cette vaste collection offre un panorama de la période artistique qui va de la fin du XVIIIe siècle(époque néo-classique) aux premières années du XXe siècle (Première Guerre mondiale), centrée principalement autour de la peinture italienne, elle comprend aussi des sculptures et des œuvres significatives de peintres étrangers. La collection est installée dans l’ultime partie du palais à avoir été convertie en musée où, jusqu’à la fin des années 1930, ont vécu les représentants de la maison des Savoie lors de leurs visites à Florence et dans laquelle la bibliothèque Palatine était installée, depuis transférée à la bibliothèque Magliabechiana.
En 2013, le circuit muséal comprenant la galerie Palatine, la galerie d’Art moderne et les appartements monumentaux a été le treizième site le plus visité d’Italie avec près de 386 993 visiteurs et avec un chiffre d’affaires total de près de 1 983 028,75 euros.

## Histoire
L’histoire de la galerie d’Art moderne du palais Pitti débute en 1784 quand le grand duc Pierre Léopold crée la galerie d’Art moderne à l’Académie des beaux-arts afin de montrer l’intérêt des Lorraine pour les artistes de leur temps (elle est le pendant de la galerie d’Art antique composée d’œuvres issues de saisies ecclésiastiques). Dans ces mêmes années de nombreux travaux, commandés par le grand duc ou pour la décoration du palais, sont rassemblés au palais Pitti. Au milieu du XIXe siècle, grand nombre d’œuvres sont transférées pour des raisons d’espaces au palais dit della Crocetta, aujourd’hui le siège du
musée archéologique de Florence, destiné à devenir, dans un premier temps, le nouveau musée d’art moderne.
Quand les Lorraine sont expulsées en 1859, c’est le gouvernement de l’Italie unifiée qui donne aux collections florentines un nouvel écrin à l’Académie des beaux-arts. En 1867, les œuvres sont ainsi acheminées dans la galerie moderne de l’Académie. Enrichies par les acquisitions des Savoie et notamment  par Victor Emmanuel II, les collections sont étendues grâce à un nombre important d’œuvres, fruit de la politique d’acquisition entreprise par la municipalité de Florence qui, en 1897, prend
possession de la collection de peintures du mouvement macchiaioli de Diego Martelli, fameux mécène et critique d’art.
C’est à ce moment-là que l’idée nait de rassembler les collections communales d’art moderne comprenant aussi bien les œuvres néo-classiques que les récentes expérimentations des macchiaioli. En 1914, une convention est établie, relative à la gestion de la galerie d’Art moderne dans laquelle seront rassemblées des œuvres nationales et communales, entre l’État italien et la commune de Florence. Le palais Pitti devient le siège du musée à la suite du départ de la famille royale en 1922.
En 1924, année de l’inauguration officielle de la galerie d’Art moderne, celle-ci est installée au troisième étage du palais Pitti.
Une commission d’experts pour les acquisitions, née en 1914, a permis l’entrée de nouvelles œuvres au musée dans l’entre-deux guerres. La galerie s’est enrichie aussi grâce à l’arrivée d’œuvres promues lors de l’exposition annuelle d’art contemporain
dite du « Fiorino », ainsi que par un flux ininterrompu de dépôts et de donations qui, encore aujourd’hui, illustre la vitalisé de la galerie d’Art moderne au sein du pôle muséal florentin.
Depuis 1999, la galerie a été réorganisée dans l’ordre chronologique du XVIIIe siècle aux années 1920 en salles thématiques. Les premières pièces sont dédiées au néo-classicisme et aux œuvres romantiques et sont suivies des peintures sur les sujets d’Histoire, un des genres favoris du romantisme. Les autres pièces se focalisent sur le portrait et le paysage en peintures au milieu du XIXe siècle.
Ensuite, vient la collection des macchiaioli, qui inclut d’importantes œuvres de Giovanni Fattori, Silvestro Lega et Telemaco Signorini, des peintures de Federico Zandomeneghi et des sculptures d’Adriano Cecioni. De nombreuses pièces sont dédiées aux artistes du divisionnisme italien et la dernière partie de la galerie illustre les expérimentations de la première décennie du XXe siècle.

## La décoration des salles
La décoration des salles est l’œuvre de Pasquale Poccenti (vers 1825 environ), à l’exception des salles 14, 15 et 16 dans lesquelles sont conservés les décors peints de l’époque de Ferdinand II de Médicis. La suite de pièces donnant sur la façade
du palais (salles 17 à 25) était intitulée « Quartier de l’archiduchesse » ; les pièces donnant sur la cour du palais
constituent le « Quartier nouveau » jusqu’à la salle de bal (salles 1 à 7), à partir de laquelle on accède à l’appartement dit « Bourbon » ou « Nouveau palais » (salles 8 à 13). De nombreux plafonds sont décorés par les artistes principaux de la Restauration : Giorgio Berti, Cincinnatus recevant le Sénat romain (salle 7) ; Niccola Monti, Le Triomphe de la Vraie Croix (salle 8) ; Gaspare Martellini, Tu Marcellus eris (salle 9) ; Luigi Catani, Faits et personnages de la philosophie et des sciences (salles 10 et 11) ; Giuseppe Bezzuoli, Alexandre dans l’atelier d’Apelle (salle
12) ; Antonio Luzzi, Achille conduit par Thétis au centaure Chiron (salle 13).

## Œuvres principales

### Le néo-classicisme
Œuvres néo-classiques :
- Hercule à la croisée des chemins de Pompeo Girolamo Batoni ;
- Le Serment des Saxons à Napoléon de Pietro Benvenuti ;
- Portrait de Marie-Louis de Bourbon, reine d'Étrurie de François-Xavier Fabre.

Les sculptures les plus notables :
- Calliope d'Antonio Canova ;
- Psyché abandonnée de Pietro Tenerani ;
- Abel de Giovanni Duprè ;
- Bacchus à la grappe de Giovanni Duprè.

### Le romantisme
- Les deux Foscari de Francesco Hayez ;
- L'Entrée de Charles VIII à Florence de Giuseppe Bezzuoli.

### La peinture d'Histoire
- Ecce Homo d'Antonio Ciseri ;
- La Chute du duc d'Athènes de Stefano Ussi.

### Les précurseurs des macchiaioli
- Les Conteurs de Vincenzo Cabianca ;
- Le Cloître de Giuseppe Abbati ;
- La Pâture de Serafino De Tivoli.

### Les macchiaioli

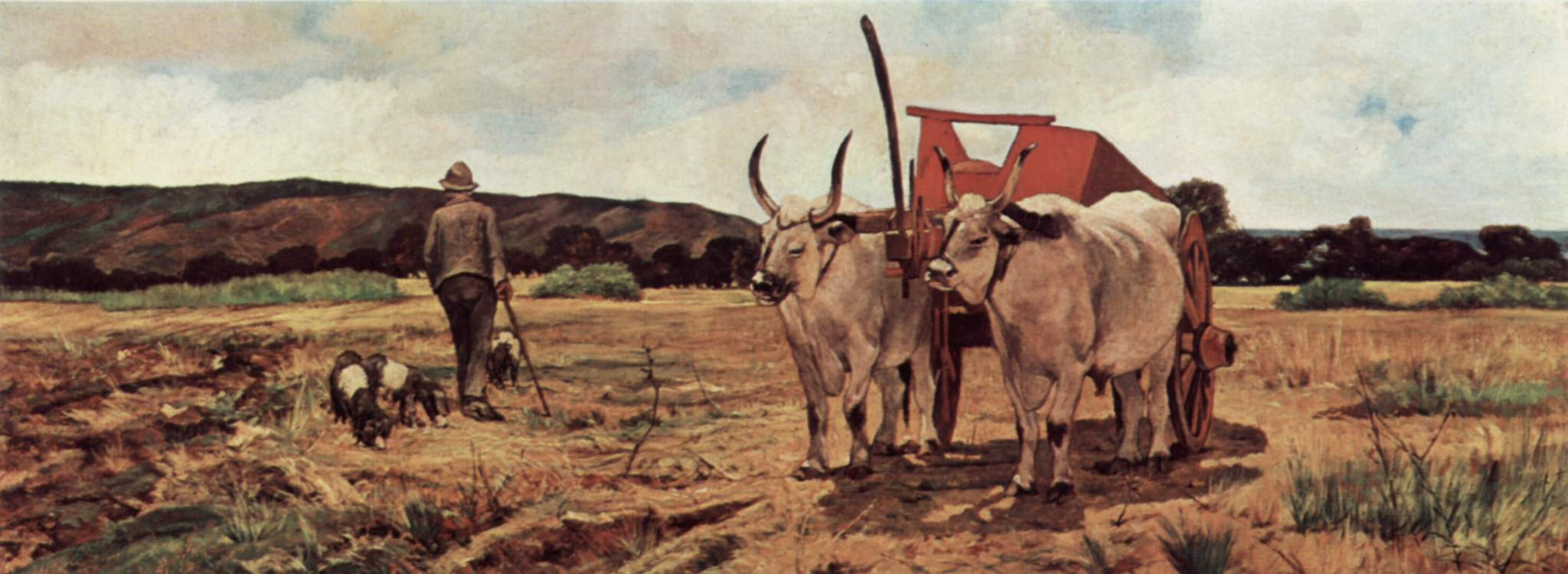
Giovanni Fattori, Paysage de marais (1894).

- Matinée de septembre à Settignano de Telemaco Signorini ;
- Le Bagne de Portoferraio de Telemaco Signorini ;
- Leith de Telemaco Signorini ;
- Le Chant du stornello de Silvestro Lega ;
- Autoportrait de Giovanni Fattori ;
- Les Chevaux dans la pinède de Tombolo de Giovanni Fattori ;
- La Cousine Argia de Giovanni Fattori ;
- La Libecciata de Giovanni Fattori ;
- La Rotonde de Palmieri de Giovanni Fattori ;
- Le Camp italien après la bataille de Magenta de Giovanni Fattori ;
- Le Soldat démonté de Giovanni Fattori ;
- Portrait de jeune fille de Giovanni Fattori ;
- Au Lit de Federico Zandomeneghi ;
- La Funeste nouvelle d'Odoardo Borrani ;
- Le Suicide d'Adriano Cecioni.

### Le naturalisme en Toscane
- Le Printemps d'Adolfo Tommasi.

### Divisionnisme, symbolisme
- Dans le champ de Gaetano Previati ;
- Nouvel an à Bangkok de Galileo Chini ;
- Mezzogiorno de Plinio Nomellini.

### Quelques portraits notables
- Portrait de Bruna Pagliano d'Edoardo Gelli ;
- Portrait de Giovanni Duprè d'Antonio Ciseri ;
- Portrait de la dame Morrocchi d'Antonio Puccinelli ;
- Alaide Banti en robe blanche, Portrait de Cristiano Banti de Giovanni Boldini ;
- La Dame au sourire de Giovanni Costetti ;
- Portrait de Gabriella Coujère, femme du peintre de Michele Gordigiani ;
- Autoportrait de Lorenzo Viani.